# Заречный (Амурская область)
Заре́чный — посёлок в Благовещенском районе Амурской области России. Входит в состав Гродековского сельсовета.

## География
Посёлок Заречный стоит в 5 км от левого берега реки Амур и устья реки Зеи.
Расстояние до Благовещенска — 8 км (через Владимировку).
На восток от посёлка Заречный — выезд на трассу областного значения Благовещенск — Тамбовка у села Волково.
На юг (вниз по Амуру) от посёлка Заречный идёт дорога к сёлам Каникурган и Гродеково.
Расстояние до административного центра Гродековского сельсовета села Гродеково — 18 км.

## Население
| 2002 | 2010 | 2012 | 2013 | 2014 | 2015 | 2016 |
| ---- | ---- | ---- | ---- | ---- | ---- | ---- |
| 119  | ↗138 | ↗139 | ↗147 | ↗157 | ↘149 | ↘148 |
| 2017 | 2018 |      |      |      |      |      |
| →148 | ↗151 |      |      |      |      |      |

## Экономика
Сельскохозяйственные предприятия Благовещенского района.